# 蛇床茴芹
蛇床茴芹（学名：Pimpinella cnidioides）是伞形科茴芹属的植物，为中国的特有植物。分布于中国大陆的吉林、黑龙江、河北等地，生长于海拔750米的地区，多生长于山地草坡上，目前尚未由人工引种栽培。

## 异名
- Pimpinella thellungiana Wolff var. tenuisecta Chu